# Ноћ у Венецији
„Ноћ у Венецији” је југословенски ТВ музички филм из 1963. године који је режирао Даниел Марушић.

## Улоге
| Глумац           | Улога |
| ---------------- | ----- |
| Мелита Кунц      |       |
| Марјан Кунст     |       |
| Невенка Петковић |       |
| Борис Варда      |       |